# Alfred Schöneberg
Alfred Schöneberg (* 28. September 1921 in Bendorf; † 7. Oktober 2006), verschiedentlich auch Schönenberg oder Schoenenberg geschrieben, war ein SS-Unterscharführer und ein in Italien verurteilter Kriegsverbrecher. Er wurde am 22. Juni 2005 – in Abwesenheit – wegen des Massakers von Sant’Anna di Stazzema mit neun weiteren SS-Männern zu lebenslanger Haft verurteilt. Bei diesem Massaker am 12. August 1944 wurden etwa 560 Zivilisten ermordet.

## Militärische Laufbahn
Zum 21. Oktober 1939 trat Schöneberg der Waffen-SS bei und wurde dem 4. Regiment der SS-Division „Totenkopf“ zugeteilt. Diese Division führte Max Simon, ebenfalls ein verurteilter Kriegsverbrecher. Schöneberg nahm an den Kämpfen in Nordfrankreich und ab 1941 im Norden der Sowjetunion teil. Dabei wurde Schöneberg im September 1941 zwei Mal verwundet und verbrachte aufgrund dieser Verwundungen lange Zeit in einem Lazarett. Im März 1942 erfolgte seine Versetzung nach Warschau. Am 30. September 1943 wurde mit 60 weiteren Führern und Unterführern des Warschauer Bataillon 60 in das SS-Begleit-Bataillon versetzt. Aus dem SS-Begleit-Bataillon erfolgte seine Abkommandierung nach Italien zur 16. SS-Panzergrenadier-Division „Reichsführer SS“, die im Herbst 1943 vom Kommandostab Reichsführer SS aus der 3. SS-Panzerdivision Totenkopf und dem SS-Begleitbataillon gebildet worden waren. Diese beiden vorgenannten Einheiten „gelten nach (Martin Cüppers) als Wegbereiter der Shoa“, die die Vernichtung der Juden in der Sowjetunion begannen.
Schöneberg war von Warschau aus ins II. Bataillon des SS-Panzergrenadier-Regiment 35 von SS-Hauptsturmführer Anton Galler abkommandiert worden. Dieses Bataillon der 16. SS-Panzergrenadier-Division war maßgeblich am Massaker von Sant’Anna di Stazzema am 12. August 1944 beteiligt.
Als Schöneberg gegen Ende des Krieges in Gefangenschaft kam, versuchte er sein SS-Zugehörigkeit zu verschleiern und gab an, dass er der 364. Infanterie-Division des Heeres angehöre.
Sein letzter bekannter Wohnort war Düsseldorf.

## Späte juristische Aufarbeitung

### Prozess in Italien
Jahrzehntelang lagerten die Akten über das Massaker unbeachtet im Keller der Militärstaatsanwaltschaft in Rom. Sie wurden Mitte der 1990er Jahre zufällig in einem mit den Türen zur Wand gestellten Schrank der Schande wiedergefunden. Im April 2004 begann der Prozess vor dem Militärgericht von La Spezia. Nach über einjähriger Verhandlung wurde am 22. Juni 2005 das Urteil verkündet: Alle zehn Angeklagten wurden einschließlich Schöneberg Gerhard Sommer, Karl Gropler, Werner Bruß, Heinrich Schendel, Ludwig Heinrich Sonntag, Georg Rauch, Ludwig Göring, Alfred Mathias Concina und Horst Richter in Abwesenheit zu lebenslänglichen Freiheitsstrafen verurteilt.

### Ermittlungen in Deutschland
Seit 2002 ermittelte die Staatsanwaltschaft in Stuttgart gegen neun der in Italien verurteilten Personen, zu denen noch weitere fünf kommen, die nicht in La Spezia angeklagt waren. Das Verfahren wurde 2011 eingestellt. Eine Wiederaufnahme der Ermittlungen wurde von der Staatsanwaltschaft Stuttgart abgelehnt.